# Martin Andreas Stadler
Martin Andreas Stadler (* 1973 in München) ist ein deutscher Ägyptologe.
Martin Stadler legte 1992 das Abitur in München ab. 1993/94 studierte er Architektur an der Technischen Universität München. Von 1994 bis 1997 studierte er an der Universität Würzburg Ägyptologie im Hauptfach sowie Klassische Archäologie und Geschichte im Nebenfach. 1997/98 studierte er als Stipendiat der Studienstiftung des deutschen Volkes Ägyptologie an der University of Oxford und erhielt dort 1998 den Master of Studies in Oriental Studies (Egyptology). Stadler absolvierte von 1999 bis 2002 ein Promotionsstudium in Ägyptologie (Hauptfach), Klassische Archäologie (Nebenfach), Geschichte (Nebenfach) an der Universität Würzburg, machte dort 2001 den Magister, wurde 2002 promoviert und war anschließend bis 2006 wissenschaftlicher Assistent am Lehrstuhl für Ägyptologie der Universität Würzburg, 2006 wurde er dort Akademischer Rat auf Zeit. 
Im Jahr 2007 erfolgte die Habilitation im Fach Ägyptologie und die Ernennung zum Akademischen Rat im Beamtenverhältnis auf Lebenszeit. 2009 wurde er von der Universität Würzburg mit dem Röntgenpreis ausgezeichnet, der an herausragende Nachwuchswissenschaftler vergeben wird. Im Wintersemester 2009/10 hatte er eine Lehrstuhlvertretung für Ägyptologie an der Universität Tübingen inne. 2011 wurde Stadler zum Heisenberg-Professor für altägyptische Kulturgeschichte in ptolemäisch-römischer Zeit und damit zum Lehrstuhlinhaber für Ägyptologie an der Universität Würzburg ernannt.
Seine Forschungsschwerpunkte sind die ägyptische Religion, religiöse Traditionen, die ägyptische Funerärkunst, die Demotistik und die demotische Literatur. 2009 wurde ihm von der Deutschen Forschungsgemeinschaft für drei Jahre die Summe von 300.000 Euro für die Erforschung des Tempels von Dime bewilligt. Das Projekt trat Ende 2013 in die zweite Phase mit einer weiteren DFG-Finanzierung von rund 300.000 Euro ein. Er wurde 2018 zum korrespondierenden Mitglied des Deutschen Archäologischen Instituts gewählt.

## Schriften (Auswahl)
- Weiser und Wesir. Studien zu Vorkommen, Rolle und Wesen des Gottes Thot im ägyptischen Totenbuch (= Orientalische Religionen in der Antike. Bd. 1).  Mohr Siebeck, Tübingen 2009, ISBN 978-3-16-149854-1 (Zugleich: Würzburg, Universität, Habilitations-Schrift, 2007).
- (Bearb.): Der Totenpapyrus des Pa-Month (P. Bibl. nat. 149) (= Studien zum altägyptischen Totenbuch. Bd. 6). Harrassowitz, Wiesbaden 2003, ISBN 3-447-04651-1.
- Das Soknopaiosritual. Texte zum Täglichen Ritual im Tempel des Soknopaios zu Dimê (SPR). De Gruyter, Berlin 2022, ISBN 978-3-11-047055-0.